# Harlingen (község)

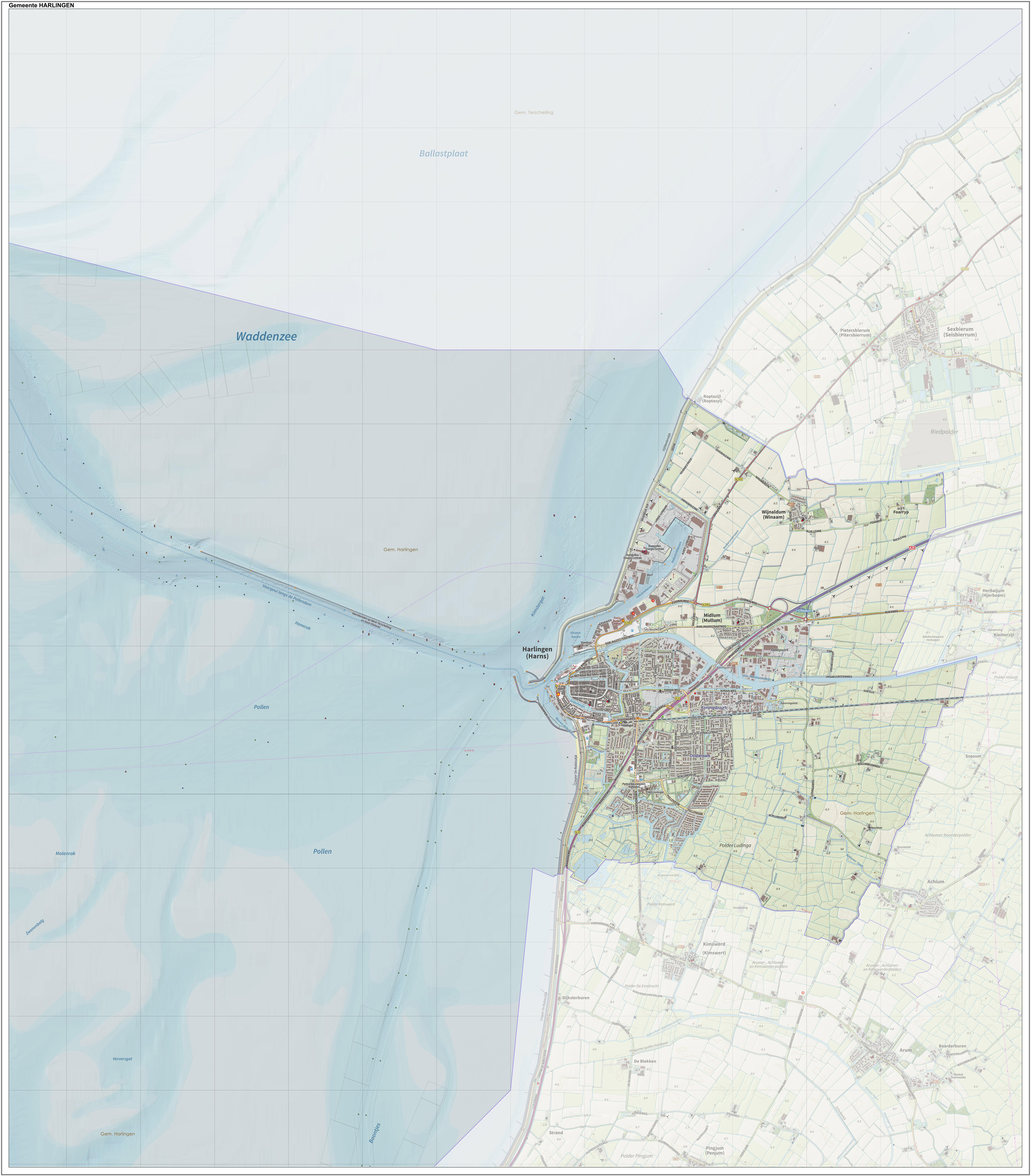
Harlingen község topográfiai térképe, 2014. szeptember

Harlingen hollandiai község Hollandiában, Frízföld tartományban. Lakosainak száma 15 807 fő (2021. január 1.).  Lakóinak száma a holland statisztikai hivatal adatai szerint 2014. május 1-jén 15769 fő volt, ebből körülbelül 14450 fő a község székhelyén, Harlingen városban.

## Földrajza
Harlingen Waadhoeke, Hollands Kroon, Texel, Vlieland, Súdwest-Fryslân és Terschelling községekkel határos.
Harlingen községben csak három hivatalos település van, közülük messze a legnagyobb az azonos nevű város. A holland elnevezések a hivatalosak. A lakosok száma 2004. január 1-jei adat.
Forrás: CBS
A hivatalosan településként számon tartott városon és falvakon kívül van még a község területén hat „szomszédság”, tanyaközpont is.

## Közigazgatás, politika
Harlingen önkormányzati képviselő-testülete, a községi tanács 17 képviselőből áll. A tanács összetétele a 2010-es választások nyomán a következő volt:
| Községi tanácsi választások 2010              | Községi tanácsi választások 2010 | Községi tanácsi választások 2010 |
| Párt                                          | Szavazatok %-ban                 | Képviselői helyek száma          |
| --------------------------------------------- | -------------------------------- | -------------------------------- |
| PvdA                                          | 20,44                            | 3                                |
| Frisse Wind                                   | 19,60                            | 3                                |
| VVD                                           | 11,85                            | 2                                |
| CDA                                           | 11,21                            | 2                                |
| SP                                            | 10,50                            | 2                                |
| Harlinger Belang en Harlinger Alternatief '97 | 9,68                             | 2                                |
| D66                                           | 6,35                             | 1                                |
| GroenLinks                                    | 5,50                             | 1                                |
| ChristenUnie                                  | 4,47                             | 1                                |
| Nederlandse Klokkenluiders Partij             | 0,42                             | 0                                |
| Összesen                                      | 58,06                            | 17                               |

## Nyelv és dialektus
A község területén az iskolákban tanítják a fríz nyelvet, de azt kevesen beszélik. Harlingen városának saját dialektusát gyakrabban hallani, de alapvetően a holland nyelv a használatos. A város körüli vízfolyások nevei is hollandok. A tartományban így Harlingen az egyetlen község, ahol nincs törekvés a „frízesítésre”. A község két kisebb falvában viszont még beszélik a fríz nyelvet. 

## Látnivalók
A község területén 533 országos műemlék található.

## Fordítás
- Ez a szócikk részben vagy egészben a Harlingen (gemeente) című holland Wikipédia-szócikk ezen változatának fordításán alapul.  Az eredeti cikk szerkesztőit annak laptörténete sorolja fel. Ez a jelzés csupán a megfogalmazás eredetét és a szerzői jogokat jelzi, nem szolgál a cikkben szereplő információk forrásmegjelöléseként.